# Saint-Sulpice-le-Dunois
Saint-Sulpice-le-Dunois ist eine Gemeinde im Zentralmassiv in Frankreich. Sie gehört zur Region Nouvelle-Aquitaine, zum Département Creuse, zum Arrondissement Guéret und zum Kanton Dun-le-Palestel.

## Geografie
Saint-Sulpice-le-Dunois wird von der Creuse tangiert. Zur Gemeindegemarkung gehört neben der Hauptsiedlung auch das nördlich gelegene Dorf Champotier. Die angrenzenden Gemeinden sind Villard im Nordwesten, La Celle-Dunoise im Nordosten und im Osten, Bussière-Dunoise im Süden, Naillat im Südwesten und Dun-le-Palestel im Westen.

## Sehenswürdigkeiten
- Kirche Saint Sulpice
- Kapelle Saint-Jean im Ortsteil Le Mas Saint-Jean auf 473 Metern über Meereshöhe

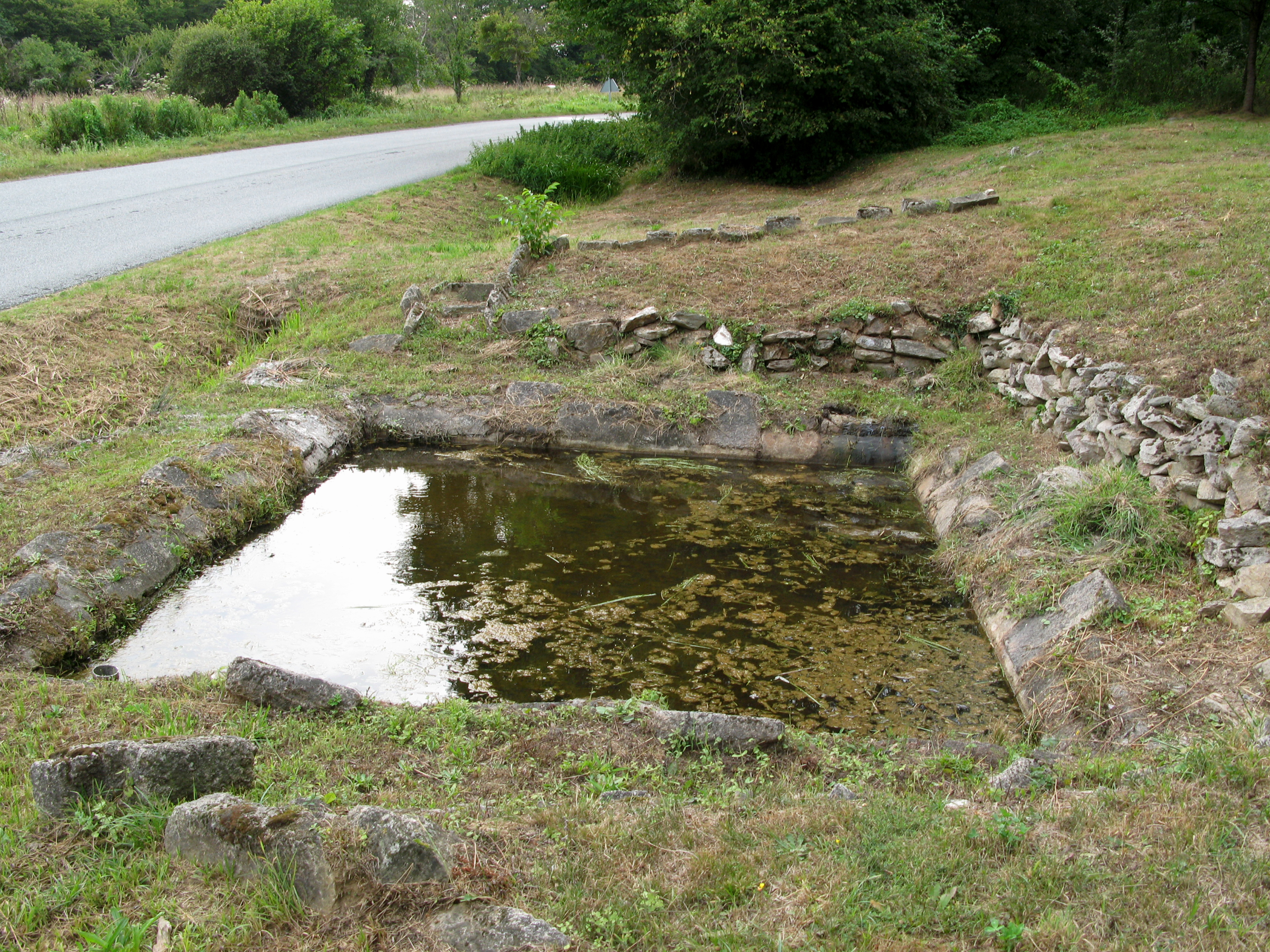
Reste des einstigen Lavoirs im Ortsteil Champotier
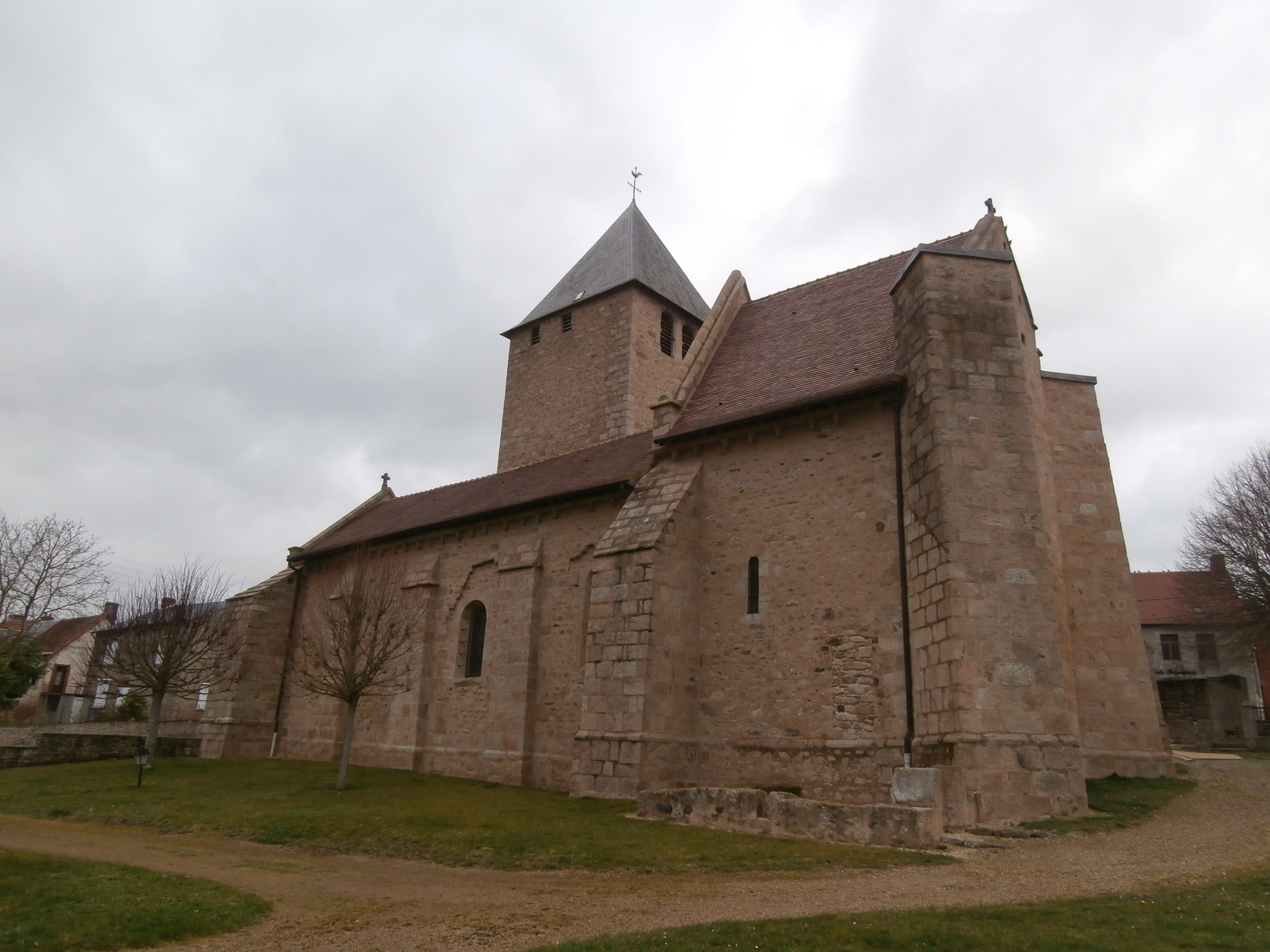
Kirche Saint Sulpice

## Bevölkerungsentwicklung
| Jahr      | 1962 | 1968 | 1975 | 1982 | 1990 | 1999 | 2008 | 2018 |
| --------- | ---- | ---- | ---- | ---- | ---- | ---- | ---- | ---- |
| Einwohner | 965  | 913  | 795  | 750  | 698  | 634  | 638  | 597  |